# Arena Aabenraa
Arena Aabenraa , tidligere Aabenraa Idrætscenter eller Aabenraahallerne er et idrætscenter i Aabenraa, der blandt andet inkluderer en hal til f.eks. håndbold, en svømmehal og et vandland. Hallen bruges blandt andet af SønderjyskE Håndbolds damehold. 
Efter en ombygning i 2017 skiftede centeret navn til Arena Aabenraa.